# Nesosisyphus pygmaeus
Nesosisyphus pygmaeus är en skalbaggsart som beskrevs av Auguste Vinson 1946. Nesosisyphus pygmaeus ingår i släktet Nesosisyphus och familjen bladhorningar. Inga underarter finns listade i Catalogue of Life.